# Pouligny-Saint-Pierre
Pouligny-Saint-Pierre is een gemeente in het Franse departement Indre (regio Centre-Val de Loire). De gemeente maakt deel uit van het arrondissement Le Blanc. Pouligny-Saint-Pierre telde op 1 januari 2022 1.032 inwoners.

## Geografie
De oppervlakte van Pouligny-Saint-Pierre bedroeg op 1 januari 2022 47,45 vierkante kilometer; de bevolkingsdichtheid was toen 21,7 inwoners per km².

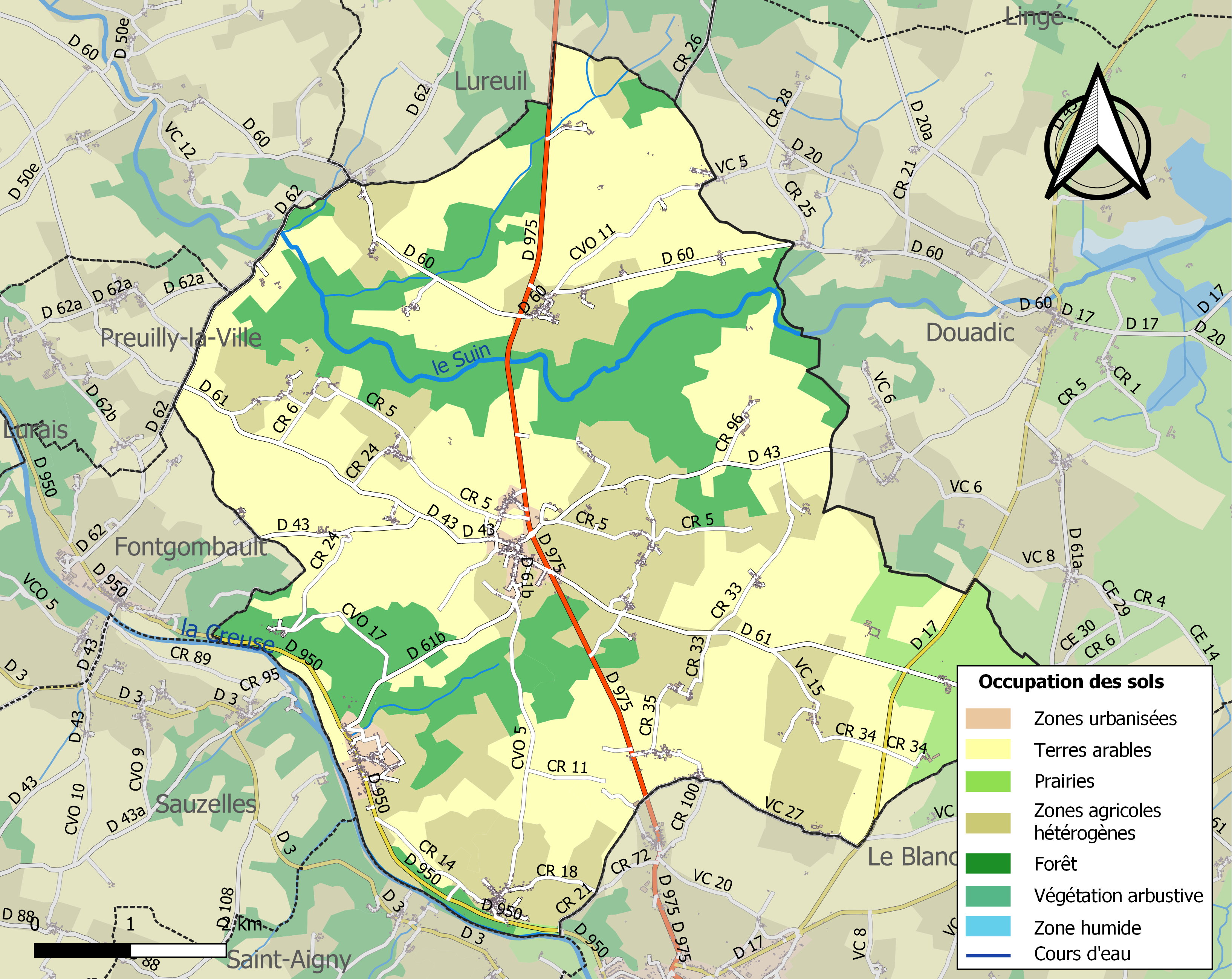
Kaart van de gemeente met belangrijkste infrastructuur, bodemgebruik en omliggende gemeenten

## Demografie
Onderstaande figuur toont het verloop van het inwonertal (bron: INSEE-tellingen).